# Víctor Tau Anzoátegui
Víctor Tau Anzoátegui (Buenos Aires, 18 de septiembre de 1933 - 11 de junio de 2022) fue un abogado e historiador argentino, especializado en la historia del Derecho colonial español.

## Biografía
Se recibió de abogado en la Universidad de Buenos Aires en 1957. A los 18 años había recibido el Premio Enrique Peña por su monografía Orígenes de la enseñanza primaria en la campaña de Buenos Aires (1722-1810). El mismo año que se recibió publicó Vida de Fray Justo Santa María de Oro, el fraile republicano, el congresal de Tucumán y el obispo de Cuyo.
Dictó cursos de Instrucción Cívica en varias escuelas secundarias y fue profesor titular de Historia de las Instituciones Argentinas en la Facultad de Derecho (Universidad de Buenos Aires). Desde 1956 fue director de investigaciones del Instituto de Historia del Derecho Argentino. En 1982 se reincorporó como profesor de Historia del Derecho Argentino a la Facultad de Derecho de la UBA. Desde 1982 fue investigador superior del Conicet. Fue también profesor visitante en universidades en Hamburgo (Alemania), Barcelona y Oviedo (España), y en el Instituto Antonio de Nebrija, de la Universidad Carlos III de Madrid, en el que dirigió el proyecto El Derecho local en la periferia de la Monarquía Española, dentro de la disciplina Historia del Derecho Indiano. El caso de las provincias del Río de la Plata y Tucumán (siglos XVI-XVIII).
Fue también director de numerosas tesis doctorales. Dirigió la Historia de la Nación Argentina editada por la Academia Nacional de la Historia.
Desde 1970 fue miembro de la Academia Nacional de la Historia de la República Argentina, que presidió entre 1994 y 1999. Fue también miembro corresponsal de las Academias de Historia de Bolivia, Brasil, Colombia, España, Guatemala, Paraguay, Perú, Portugal, Puerto Rico y Uruguay.
En 1974 fue obtuvo el Premio Nacional de Historia y Antropología otorgado por la Secretaría de Cultura de la Nación, y en 1994 obtuvo el Premio Konex.
Su influencia como historiador del Derecho indiano era tal, que inspiró directamente la publicación por el Max Planck Institute for European Legal History del libro New Horizons in Spanish Colonial Law. Contributions to Transnational Early Modern Legal History, coordinado por Thomas Duve y Heikki Pihlajamaki en torno a las ideas y críticas de Tau Anzoátegui.
Falleció el 11 de junio de 2022. Estaba casado con Estela Somoza Bosch y sus restos descansan en el cementerio de la Recoleta.

## Obra historiográfica
- Formación del Estado federal argentino (1820-1852) (1965)
- La intervención del gobierno de Buenos Aires en los asuntos nacionales (1965)
- Manual de Historia de las Instituciones Argentinas (con Eduardo Martiré, 1966)
- La codificación en la Argentina (1810-1870). Mentalidad social e ideas jurídicas (1977)
- Las ideas jurídicas en la Argentina (siglos XIX-XX) (1977)
- ¿Qué fue el Derecho Indiano?" (1982)
- Esquema histórico del derecho sucesorio; Del medioevo castellano al siglo XIX (1982)
- La ley en América hispana: del Descubrimiento a la Emancipación (1992)
- Casuismo y Sistema. Indagación histórica sobre el espíritu del Derecho Indiano (1992)
- Nuevos horizontes en el estudio histórico del Derecho indiano (1997)
- El poder de la costumbre. Estudios sobre el Derecho consuetudinario en América hispana hasta la Emancipación (2000)

Editó y compiló los Registros Cedularios de las gobernaciones del Río de la Plata, del Tucumán, de Charcas y del Paraguay, que fueron publicados por el Instituto de Investigaciones de Historia del Derecho.